# Abd-Manaf (nom)
Abd-Manaf és un nom masculí teòfor àrab d'època preislàmica (àrab: عبد مناف, ʿAbd Manāf) que literalment significa «Servidor de(l déu) Manaf». Si bé Abd-Manaf és la transcripció normativa en català del nom en àrab clàssic, també se'l pot trobar transcrit d'altres maneres, normalment per influència de la pronunciació dialectal o seguint altres criteris de transliteració.
Vegeu aquí personatges i llocs que duen aquest nom.